# Смоляниново
Смоляни́ново — посёлок городского типа, с 24 ноября 2004 года административный центр Шкотовского района Приморского края, является самым густонаселенным пунктом территории района.
Расстояние до Владивостока по прямой 45 км, по автодороге — 73 км.

## Название
По просьбе трудящихся, обслуживающих линию железной дороги, название «Смоляниново» населенный пункт и станция получили 9 мая 1930 года в честь Николая Ефимовича Смолянинова, бывшего начальником разъезда «42-я верста». В составе оперативной группы он боролся с кулаками и бандитами, терроризирующими Шкотовский район. Погиб 29 апреля 1930 года от рук бандитов.

## История
Образован в середине 1926 года, на перегоне Шкотово-Новонежино, как разъезд «42-я верста».
Интенсивное развитие поселка началось с открытием 28 декабря 1937 года паровозного депо Смоляниново, в дальнейшем ставшего градообразующем предприятием, которое ныне превратилось в одно из крупнейших в Приморье, осуществляющих ремонт электровозов Владивостокского отделения ДВЖД и перевозку грузов.
Статус посёлка городского типа — с 27 апреля 1947 года.

## Население
| 1959  | 1970  | 1979  | 1989    | 1994  | 2002  |
| ----- | ----- | ----- | ------- | ----- | ----- |
| 7521  | ↘7502 | ↘7407 | ↗18 831 | ↘7500 | ↘6448 |
| 2005  | 2006  | 2007  | 2008    | 2009  | 2010  |
| ↗6587 | ↘6533 | ↗6759 | ↘6600   | ↗6835 | ↘6715 |
| 2011  | 2012  | 2013  | 2014    | 2015  | 2016  |
| ↘6699 | ↘6663 | ↗6691 | ↘6685   | ↗6715 | ↗6770 |
| 2017  | 2018  | 2019  | 2020    | 2021  | 2023  |
| ↘6758 | ↘6749 | ↘6715 | ↘6688   | ↘5297 | ↘5234 |
| 2024  |       |       |         |       |       |
| ↗5247 |       |       |         |       |       |

В целом население растет за счёт иммиграции, за последние 6 лет выросло на 387 человек (+6,00 %) (Население по переписи 2002 года составило 6448 человек, из которых 49,3 % мужчин и 50,7 % женщин.

## Образование
Ранее в посёлке функционировали три школы: № 6 в центральной части посёлка (школа-интернат, подведомственно относившаяся к железной дороге, была основана 1 апреля 1961 года), школа № 27 (основана в 1938 году) в районе железнодорожной станции (также вначале относилась к железной дороге) и школа № 51 в гарнизоне.
С 2019 учебного года в ходе реорганизации в посёлке осталась одна школа № 27. Здания школы № 6 используются в качестве начальной. В здании, изначально принадлежавшему 27-й, размещаются среднее и старшее звенья школы.
В посёлке функционируют дошкольные образовательные учреждения — муниципальное общеобразовательное учреждение «Детский сад № 8» и детский сад «Ягодка».

## Культура
Районный дом культуры был открыт в 1937 году как Клуб железнодорожников. В РДК функционируют образцовый танцевальный коллектив «Огонёк», народный хор «Черёмушки», ансамбль «Аккорд +», танцевальный коллектив «Улыбка», а также библиотека.

## Спорт
Физкультурно-спортивный комплекс «Луч» Шкотовского района введён в эксплуатацию в 2015 году. В спорткомплексе оборудованы большой спортивный зал, зал хореографии и два тренажёрных зала, оснащенных современным оборудованием для занятий кардио-тренировками и тяжёлой атлетикой.

## Экономика
Градообразующими являются локомотивное депо и вся железнодорожная инфраструктура посёлка, который является железнодорожным узлом.

## Транспорт
В поселке нет общественного транспорта, присутствуют лишь такси. Поселок пересекает трасса Владивосток — Находка A188, Узловая железнодорожная станция на железнодорожной ветке Угольная — Находка.
Для обхода Шкотовского перевала на дистанции «Обход участка Шкотово — Смоляниново», на 2022 год, строятся 2 железнодорожных тоннеля. Уклон от 24 тысячных будет сглажен до девяти. Благодаря этому, больше не потребуется организация железнодорожного движения с использованием «толкачей» — толкающих локомотивов. Окончание работ намечено на 2024 год.

## Религия
В поселке существует православная христианская церковь — Тихвинской иконы Пресвятой Богородицы.

## Достопримечательности
Памятник погибшим в Великой Отечественной войне.
Часы на железнодорожной станции, безошибочно показывающие текущую дату.